# Glúniairn
Glúniairn ou Járnkné Olafsson   (mort en 989), (en vieux norrois Járnkné signifie Genou d'acier), est un roi Gall Gàidheal de Dublin de 980 à 989 issu la famille des Uí Ímair qui règne au Xe siècle sur l'Irlande scandinave.

## Biographie
Glúniairn est le fils et successeur d'Olaf Kvaran sa mère est l'Irlandaise Donnflaith une fille de Muirchertach mac Neill Ui Neill et la veuve de Domnall (mort en 952) le fils de Donnchadh Donn. Il règne 9 ans sur Dublin. Les Annales d'Ulster relèvent qu'en 983 allié à son frère utérin Mael Seachlainn II Mór mac Domnall il inflige une déroute à Domnall Claen mac Lorcáin roi de Leinster et à Ivarr de Waterford au cours de laquelle le fils de ce dernier; Gilla Patraic mac Imar (fils d'Ivarr) et d'autres sont noyés ou tués.
En 989 il est assassiné selon les Annales des quatre maîtres, par un esclave nommé Colbain alors qu'il était ivre. Il aura comme successeur son demi-frère Sigtryggr Silkiskegg.

## Parenté
Glúniairn avait au moins un frère ou une sœur, sa sœur nommée Ragnhild épouse de Congalach Cnogba. Son fils selon les Annales d'Ulster  « Gilla Ciarain mac Glun Iairn, héritier désigné des Étrangers » meurt en 1014 lors de la bataille de Clontarf. Il avait un second fils, vraisemblablement nommé Sitriuc, connu pour avoir tué Gofraid, le fils de Sigtryggr Silkiskegg, au  pays de Galles en 1036. Ce fils est peut-être le père de Gofraid mac Sitriuc (mort vers 1070), qui règne sur l'île de Man où il est réputé avoir donné refuge à Godred Crovan. Ce Gofraid eut un fils nommé Fingal qui règne également sur  Man et meurt en 1079. Certaines interprétations font de Macc Congail, qui règne sur le royaume des Rhinns, le fils de Fingal.